# Kreuz Rendsburg
Kreuz Rendsburg is een knooppunt in de Duitse deelstaat Sleeswijk-Holstein.
Op dit klaverbladknooppunt ten oosten van de stad Rendsburg kruist de A7 Flensburg-Hamburg de A210 Rendsburg-Kiel.

## Geografie
Het knooppunt ligt in de gemeente Schülldorf in de Kreis Rendsburg-Eckernförde. Nabijgelegen steden en dorpen zijn Schacht-Audorf, Haßmoor en Ostenfeld.
Het knooppunt ligt ongeveer 25 km ten westen van Kiel, ongeveer 85 km noorden van Hamburg en ongeveer 55 km ten zuiden van Flensburg. Ongeveer twee Kilometer ten noorden van het knooppunt loopt het Noord-Oostzeekanaal. Ten zuidwesten van het het knooppunt ligt het natuurgebied Westensee.

## Configuratie
Rijstrook
Nabij het knooppunt hebben beide snelwegen 2x2 rijstroken.
Alle verbindingswegen hebben één rijstrook.
Knooppunt
Het is een klaverbladknooppunt met Rangeerbanen langs beide snelwegen.

## Verkeersintensiteiten
Dagelijks passeren ongeveer 60.000 het knooppunt.
| Van                           | Naar                 | Gemiddeld aantal voertuigen per dag | Percentage vachtverkeer |
| ----------------------------- | -------------------- | ----------------------------------- | ----------------------- |
| AS Rendsburg/Büdelsdorf (A 7) | AK Rendsburg         | 42.600                              | 12,5 %                  |
| AK Rendsburg                  | AS Warder (A 7)      | 33.500                              | 16,7 %                  |
| AS Schacht-Audorf (A 210)     | AK Rendsburg         | 21.600                              | 6,5 %                   |
| AK Rendsburg                  | AS Bredenbek (A 210) | 24.600                              | 6,8 %                   |

## Richtingen knooppunt
| Aansluitende wegen                                      | Aansluitende wegen | Aansluitende wegen | Aansluitende wegen | Aansluitende wegen        |
| ------------------------------------------------------- | ------------------ | ------------------ | ------------------ | ------------------------- |
| richting Rendsburg / Büdelsdorf Eckernförde / Flensburg |                    |                    |                    | richting Bredenbek / Kiel |
|                                                         |                    |                    |                    |                           |
|                                                         |                    |                    |                    |                           |
|                                                         |                    |                    |                    |                           |
| richting Schacht-Audorf Rendsburg-Mitte / Itzehoe       |                    |                    |                    | richting Warder / Hamburg |